# Westfield London
Westfield London es un centro comercial en la White City (Ciudad Blanca), en el municipio de Hammersmith y Fulham en Londres, Inglaterra, Reino Unido. El centro fue desarrollado por el Grupo Westfield a un costo de 1,6 millardos de libras, en un sitio limitado por la West Cross Route (A3220), el Westway (A40) y Wood Lane (A219), y se inauguró el 30 de octubre de 2008. El sitio es parte del distrito de White City, donde varios otros proyectos de desarrollo a gran escala están en marcha o en fase de planificación.